# Улица Свердлова (Минск)

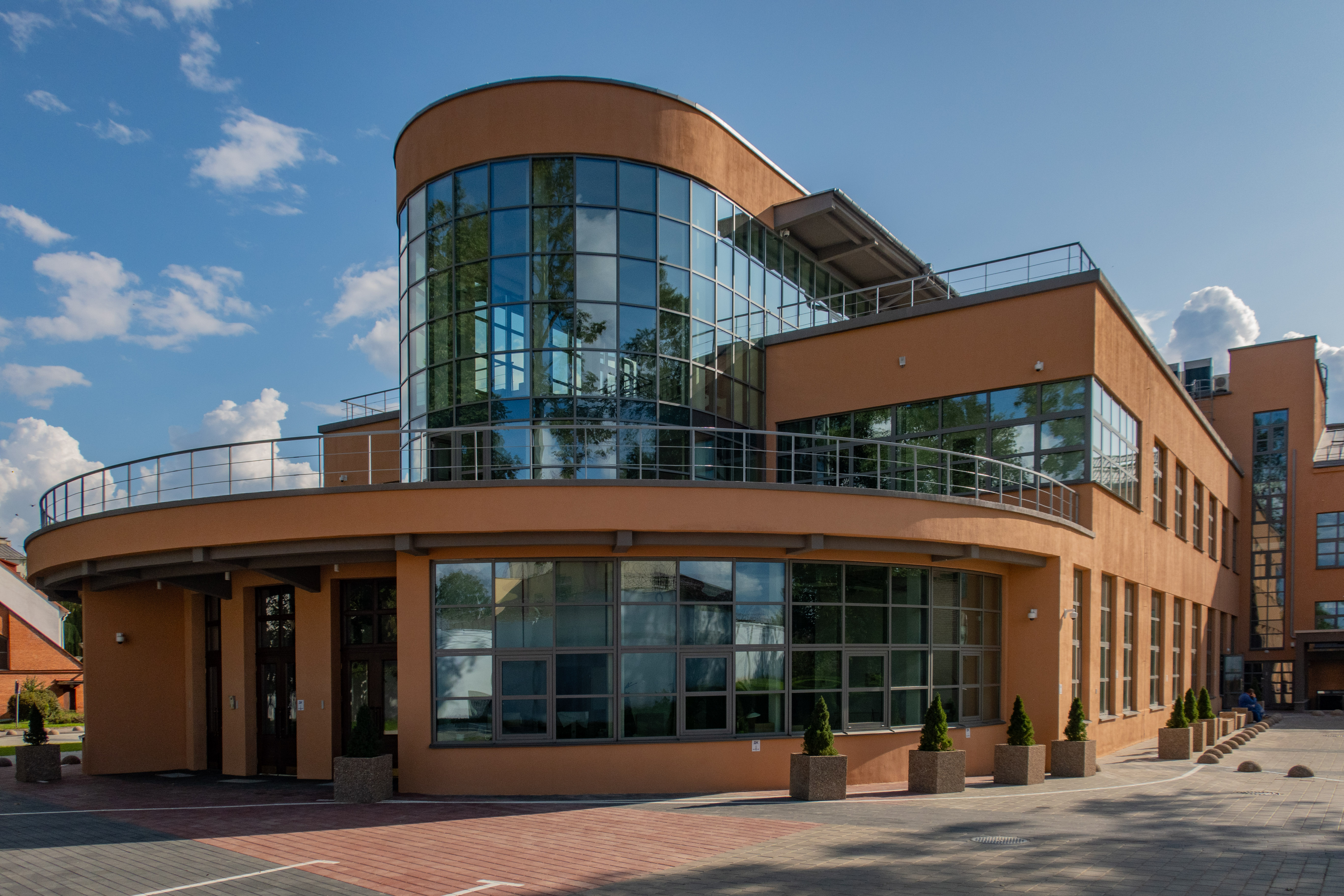
Минская фабрика-кухня (Свердлова, 2).

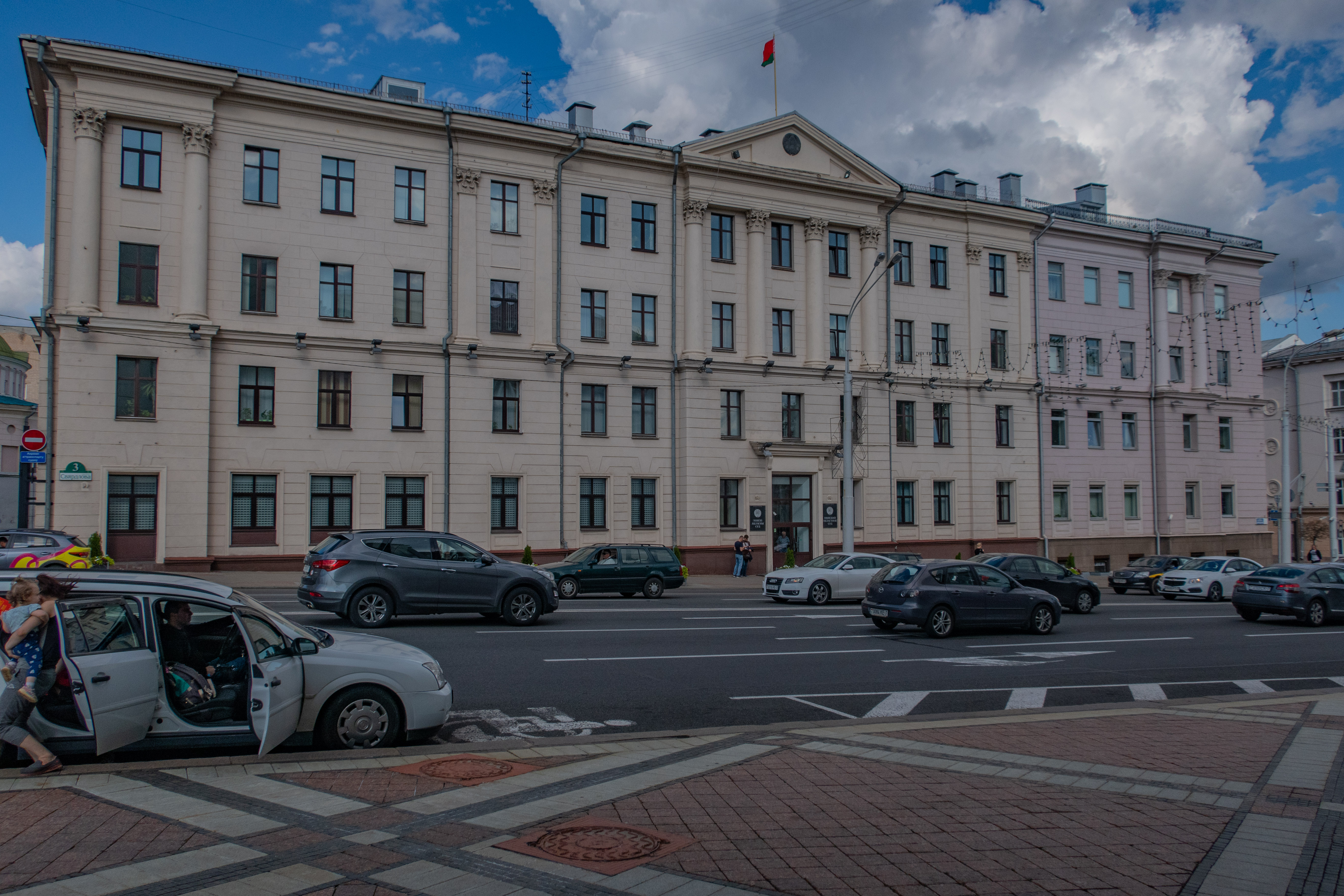
Минский областной суд (Свердлова, 3).

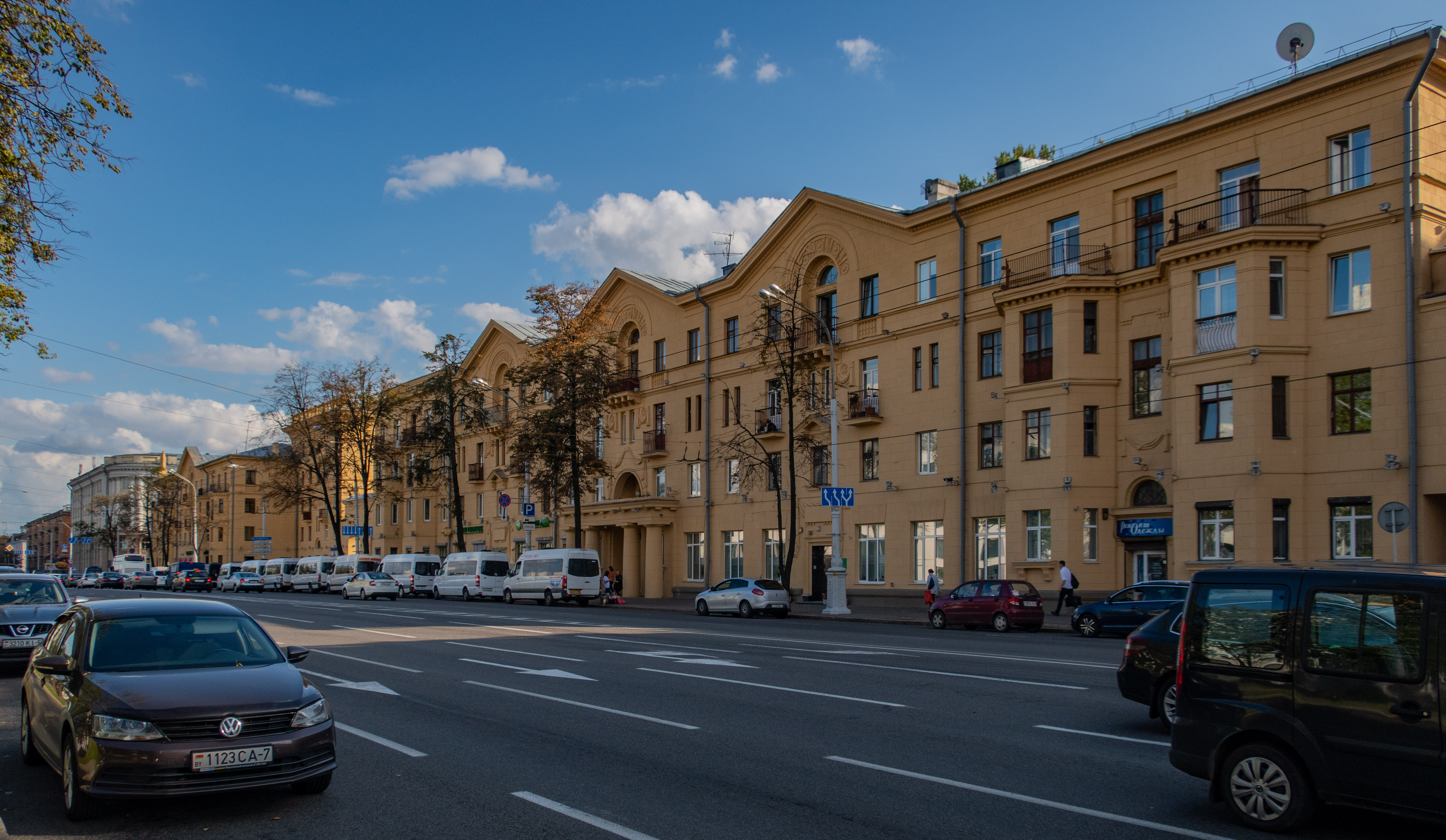
Свердлова, 24 и 26.

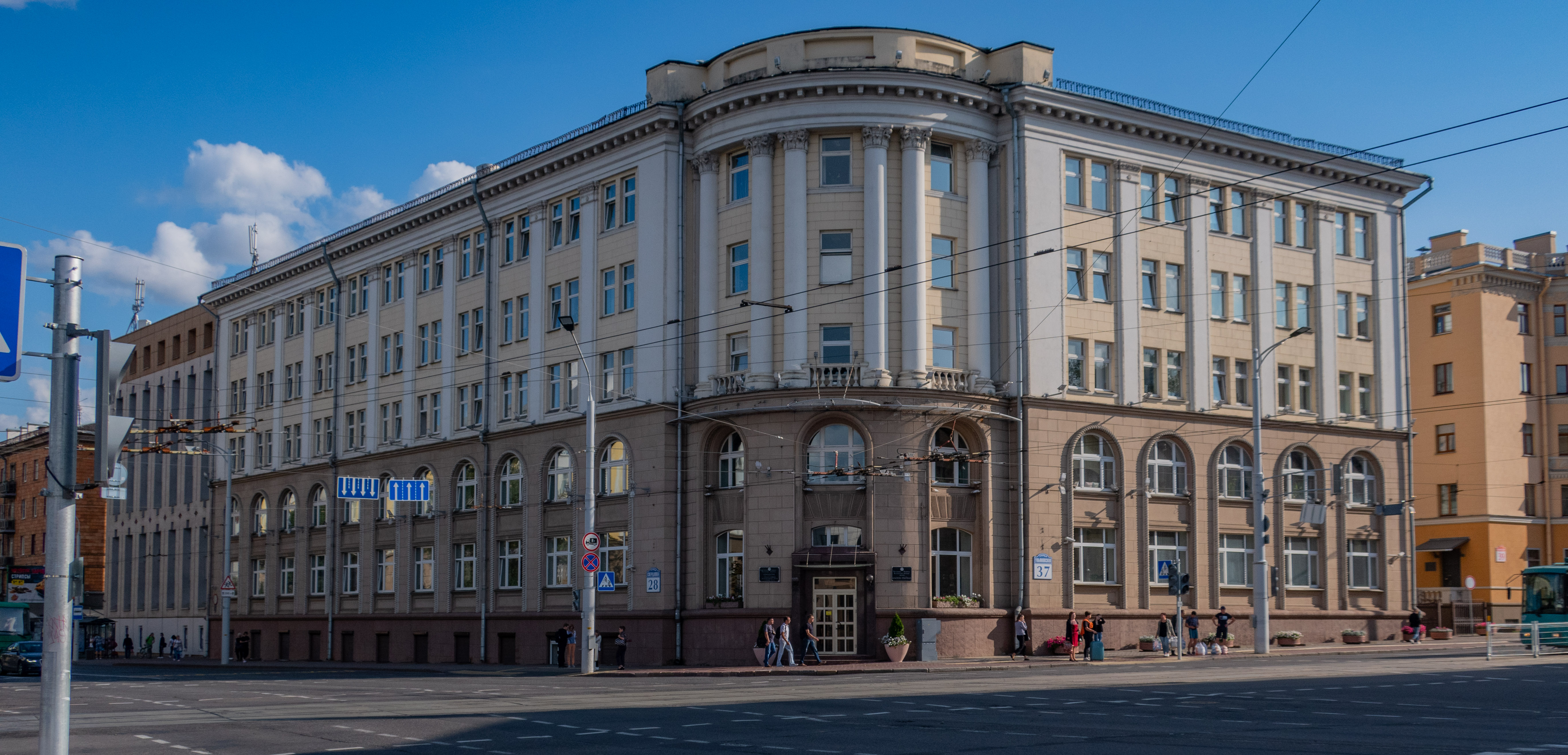
Минское отделение Белорусской железной дороги (Свердлова, 28 / Ульяновская, 37).

Улица Свердлова (бел. Вуліца Свярдлова) — улица в центре Минска, важная транспортная артерия. Названа в честь революционера Якова Свердлова.

## Описание
Улица ориентирована с северо-запада на юго-восток начинается между комплексом зданий Пищаловского замка (СИЗО-1) и фабрикой-кухней на пересечении с улицей Берсона, начало улицы пешеходное. Чуть далее пересекается с Советской улицей. Основная часть улицы начинается с пересечения с проспектом Независимости на одноимённой площади. Улица Свердлова пересекается с улицами Карла Маркса / Ленинградской, Кирова, Ульяновской, Бобруйской, заканчивается после прохождения под железнодорожным мостом Оршанского направления (Минск—Москва). Её непосредственное продолжение — улица Маяковского.
Большая часть улицы образует границу между Ленинским (восточнее), Октябрьским (юго-западнее) и Московским (западнее) районами города.

## История
Возникла в середине XIX века, первоначально называлась Коломенской. В БССР была переименована — сначала в Игуменскую, затем в улицу Свердлова. По разным данным, переименование произошло в 1922 или 1945 году, в 1930-е годы улица Свердлова называлась Свердловской (некоторое время улицей Свердлова называлась современная улица Карла Маркса). С Минском Свердлова связывает участие на Первом Всебелорусском съезде Советов в феврале 1919 года.
На участке между современными улицами Кирова и Ульяновской соприкасалась с крупным Виленским рынком, расположенным возле Виленского железнодорожного вокзала. Долгое время большая часть застройки улицы была деревянной. В 1881 году в начальной части улицы устроен бульвар (разрушен в 1950-е годы при переустройстве центральной части города).
В 1920-х — 1930-х годах улица начала активно застраиваться. Недалеко от Дома правительства была построена Минская фабрика-кухня в стиле конструктивизма (здание сохранилось), построен гараж СНК БССР, чуть дальше разбит Михайловский сквер. В 1930-е годы были также построены здание Института народного хозяйства и конструктивистский дом «Просветитель-коммунар» (не сохранился). После Великой Отечественной войны здание БГИНХ было реконструировано, а застройка улицы продолжилась в юго-восточном направлении (здания Минского отделения Белорусской железной дороги, Белорусского технологического института и др.).

## Здания
Всего на улице расположено 38 зданий — от № 1 до № 36 (в том числе до № 23/7 по нечётной стороне). Несколько зданий включены в Государственный список историко-культурных ценностей Республики Беларусь.
- 1 (проспект Независимости, 10) — Главпочтамт;
- 2 — Минская фабрика-кухня;
- 3 — Минский областной суд;
- 4 — Музей истории белорусского кино;
- 7 — учебный корпус № 5 Белорусского государственного экономического университета (бывший БГИНХ им. Куйбышева);
- 13-19 — комплекс зданий Белорусского государственного технологического университета (бывший БТИ им. Кирова);
- 22 (ул. Кирова, 6) — «Дом-подкова» (1952 год, архитекторы Рубаненко, Голубовский и Корабельников[8]);
- 28 (ул. Ульяновская, 37) — здание управления Минского отделения Белорусской железной дороги;
- 34 — общежитие № 1 Белорусского государственного университета («Копейка»);

## Транспорт
В 1935—1941 годах на улице было полноценное трамвайное движение. В 1950-х годах было организовано движение троллейбусов. После снятия контактной сети с проспекта Независимости в 2000-х годах увеличилось количество автобусных маршрутов, следующих по улице, а движение троллейбусов сохранилось только от улицы Ленинградской в юго-восточном направлении. По улице Ульяновской проходит трамвайная линия, на перекрёстке улиц имеется остановка «Свердлова». Ближайшая станция метрополитена — «Площадь Ленина».
По состоянию на август 2019 года по улице проходят следующие маршруты общественного транспорта:
- автобус — № 1, 3с, 69, 79, 79д, 81э, 102, 123, 175э;
- троллейбус — № 3, 5, 6, 16, 20, 30, 36;
- маршрутное такси.